# Belgrado Challenger 2002
Il Belgrado Challenger 2002 è stato un torneo di tennis facente parte della categoria ATP Challenger Series nell'ambito dell'ATP Challenger Series 2002. Il torneo si è giocato a Belgrado in Serbia dal 4 al 10 febbraio 2002 su campi in sintetico indoor.

## Vincitori

### Singolare
Mario Ančić ha battuto in finale  Nenad Zimonjić con il punteggio di 6–2, 6–3

### Doppio
Dušan Vemić /  Lovro Zovko hanno battuto in finale  Jaroslav Levinský /  Tomáš Zíb per walkover